# 11004 Stenmark
11004 Stenmark eller 1980 FJ1 är en asteroid upptäckt den 16 mars 1980 av den svenske astronomen Claes-Ingvar Lagerkvist vid La Silla-observatoriet i Chile. Asteroiden har fått sitt namn efter Lars Stenmark, professor vid Uppsala universitet, som har bidragit till flera svenska rymdprojekt såsom Odin och Freja.